# وجه امری
وجه امری یا وجه دستوری یکی از وجه‌ها در دستور زبان است.
فعل امر فعلی است که با آن انجام دادن کاری یا داشتن یا پذیرفتن حالتی را طلب می‌کنیم. برای فعل امر غالباً دو ساخت به کار می‌رود:
1. دوم شخص مفرد: ساختی است که فقط اختصاص به امر دارد و از بن مضارع به اضافه جزء پیشین بـ و گاهی بدون بـ ساخته می‌شود؛ و شناسه نمی‌گیرد: بنویس. بخوان.
2. دوم شخص جمع: مشترک میان امر و مضارع ساده و التزامی است: درس را بخوانید. (امر) بهتر است درس را بخوانید. (مضارع التزامی)

حالات ديگر آن شامل : امرمستمر ، امرغائب و امر متکلم :
۱ برو کار می کن مگو چیست کار
درین جمله (می کن) امر مستمر است
۲ امر غائب : به او بگو نرود 
۳ امر التزامی : او نرفته باشد که برای تو بد می شود . 
۴ امر دعایی : خدا مارا رهاناد